# Ministr bez portfeje
Ministr bez portfeje (původně též psáno ministr bez portefeuille) představuje ministra vlády, který nespravuje aparát žádného ministerstva (portfej). Výraz vychází z francouzského Ministre sans portefeuille.

## Ministr bez portfeje v České republice
Ve většině vlád Československa, České socialistické republiky a samostatné České republiky byla tato funkce zřízena. Ministr bez portfeje sídlí při Úřadu vlády České republiky. V Nečasově kabinetu měli od jmenování vlády portfej všichni ministři až do odvolání Radka Johna z funkce ministra vnitra v dubnu 2011, když zůstal nadále místopředsedou vlády. V červenci 2011 jej v této funkci nahradila Karolína Peake. V prosinci 2012 se pak ministrem bez portfeje Nečasovy vlády stal Petr Mlsna.
Ve vládě Petra Fialy jmenované v prosinci 2021 byly zřízeny tři ministerské posty bez portfeje, a to ministr pro vědu, výzkum a inovace, ministr pro evropské záležitosti a ministr pro legislativu.
Předseda Legislativní rady vlády je ze zákona členem vlády. Pokud funkci nespravuje ministr spravedlnosti, místopředseda vlády nebo jiný člen kabinetu s portfejí, pak je obsazena ministrem bez portfeje.
V českých vládách byly zřízeny následující funkce ministrů bez portfeje:
- ministr pro lidská práva[1]
- ministr pro evropské záležitosti[1]
- ministr pro legislativu
- ministr pro vědu, výzkum a inovace